# Anoplius atrox
Anoplius atrox är en stekelart som först beskrevs av Anders Gustav Dahlbom.  Anoplius atrox ingår i släktet Anoplius och familjen vägsteklar. Inga underarter finns listade i Catalogue of Life.